# Музей Штутгофа в Штутовому
Музей Штуттгофа в Штутові (пол. Muzeum Stutthof w Sztutowie) — державний музей, створений з ініціативи колишніх в'язнів на місці колишнього німецького нацистського концентраційного табору Штуттгоф. Утворений відповідно до постанови Президії Воєводської національної ради в Гданську від 12 березня 1962 року. Від 2018 року має офіційну назву: «Музей Штуттгоф у Штутові. Німецький нацистський концентраційний табір знищення (1939–1945)».

## Історія
Музей було створено на території площею близько 20 га, що охоплює частину колишнього концтабору. До збережених історичних об’єктів належать:
- частково збережений Старий табір,
- газова камера,
- будівля колишньої комендатури з гаражами,
- територія садів і теплиць,
- реконструйовані крематорії,
- місця колишнього Нового табору та Єврейського табору.

На території меморіального комплексу встановлено монументальний пам’ятник роботи скульптора Віктора Толкіна. У музеї зібрано значну колекцію післятабірних архівів. Постійна експозиція розміщена в головній будівлі музею, також регулярно організовуються тимчасові виставки.

## Структура та діяльність
Музей є державною установою, що підпорядковується безпосередньо Міністерству культури та національної спадщини Польщі, яке виконує функцію організатора музею.
Організаційна структура включає кілька відділів, зокрема:
- освітній відділ,
- науковий відділ (розташований у місті Сопот),
- відділ документації.

Музей відкритий протягом усього року. Відвідувачі можуть долучитися до екскурсій з гідом, переглянути документальні фільми або скористатися аудіогідом.
З 16 грудня 2015 року Музей Штуттгофа має філію — Музей П'ясниці у Вейхерові.

## Відвідуваність
У 2017 році музей відвідали близько 107 000 осіб, що на 8 % більше, ніж у 2016 році. Частка іноземних відвідувачів становила приблизно 12–15 %.

## Відзнаки
- 2 вересня 2009 року музей нагороджено Золотою медаллю «За заслуги в культурі — Gloria Artis».
- У 2011 та 2012 роках музей отримував відзнаку Міністра культури та національної спадщини Польщі — «Музейна подія року — Сибілла» (пол. Sybilla).